# EFE (agence de presse)
Pour les articles homonymes, voir EFE.
L'EFE est la principale agence de presse en langue espagnole et la quatrième en importance au niveau mondial après Associated Press, Reuters et l'Agence France-Presse,. Fondée en Espagne en 1939, c'est une société anonyme dont l'actionnaire majoritaire est l'État[réf. nécessaire]. Elle a pour ancêtre l'Agence de presse Fabra.

## Histoire
L'agence EFE a été fondée en Espagne en 1939, à la fin de la Guerre civile espagnole par le Général Franco, pour prendre la succession de l'Agence de presse Fabra, jugée trop liée à l'Agence Havas française.

### La création
Au moment de la création d'EFE, Fabra disposait encore de très nombreux quotidiens espagnols comme clients, mais subissait la concurrence des services en espagnols d'agences allemandes. La création de la nouvelle agence se fait dans la ville de Burgos, siège des franquistes, fin 1938, et prévoit la fusion entre les deux agences espagnoles existantes, Faro y Febus et l'Agence de presse Fabra. Le premier directeur est Vicente Gállego, qui participe à la création, puis s'installe début janvier à Madrid. Selon les versions, le signe EFE désigne les initiales des agences fusionnées ou de la Falange.
EFE n'a cependant jamais joui d'un strict monopole, même si les agences de presse mondiales et généralistes ont été limitées dans leurs projets de développement en Espagne. Cette situation a duré jusqu'à la mort du général Franco en 1975. Ensuite, les agences mondiales ont repris la distribution de leurs informations en Espagne.
Franco a accordé aux journalistes américains ses premiers entretiens après la guerre civile espagnole, afin d'expliquer la position espagnole pendant le conflit mondial. L'United Press et l'agence EFE ont alors signé un accord sur la réception par la seconde des nouvelles de la première.

### Modeste rapprochement avec Reuters en 1944
En 1944, EFE a accepté de se rapprocher de l'agence britannique Reuters pour recevoir ses nouvelles internationales, puis distribuer en Espagne les services d'information économique de Reuters par le biais d'une coentreprise créée en 1946, du nom de Comtelsa et accueillir Reuters dans le bâtiment d'EFE à Madrid. En 1966, Henry Buckley, le correspondant de Reuters en Espagne depuis 1929, qui avait écrit plusieurs livres de référence sur la Guerre civile espagnole et qui venait de partir à la retraite, a reçu la Croix du cavalier d'Isabelle la Catholique, une importante décoration espagnole.
À la fin des années 1950, au moment de la décolonisation, Pedro Gomez Aparicio, qui a dirigé pendant vingt ans l'agence EFE, de 1938 à 1958, prit sa plume pour soutenir les schémas souhaités par la diplomatie espagnole concernant l'avenir du Maroc.

### La stratégie des années 1960
Dans les années 1960, la stratégie franquiste en matière d'information connaît des évolutions. En décembre 1962, le nouveau ministre de l'information et du tourisme espagnol Manuel Fraga Iribarne, qui souhaitait la modernisation de l'État franquiste et l'essor du tourisme, a décidé de faire d'EFE une agence de presse internationale, pour se développer en Amérique latine. Reuters lui a proposé d'être son distributeur sur ce continent, moyennant un partage des revenus. EFE a finalement décidé en 1966, quatre ans après, d'opérer en pour son propre compte en Amérique latine.

### Les années 1990 en Amérique du Sud
Le succès fut au rendez-vous une vingtaine d'années plus tard, EFE devenant la première agence de presse sur ce continent à partir de 1992, avec un quart du marché contre 18 % à Associated Press et 13 % pour l'AFP comme pour Reuters, profitant plus que les autres de l'effondrement de United Press International, qui détenait encore 39 % de ce marché en 1976, année où EFE n'en avait que 8 %. EFE dispose d'un réseau puissant en Amérique du Sud, où elle bénéficie d'une importante aide gouvernementale à travers le marché réservé de la communication aux représentations du ministère des affaires étrangères dans les différents pays.
En 1993, l'agence EFE est au cœur d'un projet de création d'une fondation pour la défense de la langue, l'associant, ainsi que l'académie, plusieurs ministères et entreprises publiques. L'Agence avait déjà créé à partir de 1985 un service d'analyse du style permettant de répondre à toutes les questions de tous les journalistes sur l'utilisation de la langue espagnole.